# Institut zasvěceného života
Institut zasvěceného života je v katolické církvi typem instituce zasvěceného života, jejíž členové vyznávají evangelní rady a skládají sliby: čistoty, chudoby a poslušnosti nebo jiný posvátný závazek. Mezi tyto instituce patří řeholní instituty, které podle katolické kanonické terminologie spojuje slib odloučení od „světa“ a život podle řehole nebo konstituce bratrského života, a sekulární instituty, které zůstávají ve „světě“ a evangelizují v něm.

## Definice

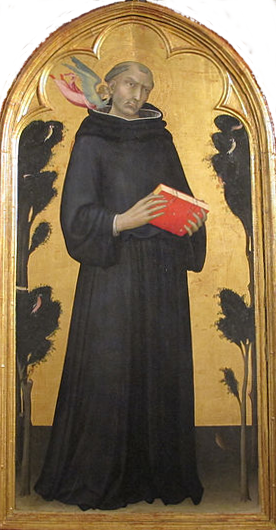
Sv. Augustin z Hippo (354–430) na fresce Augustina Novella, na níž je světec zobrazen s řeholními pravidly společného života prvních řeholních kanovníků

### Objasnění pojmů
Pro pochopení kanonické definice institutů zasvěceného života je třeba objasnit dva pojmy: institut a zasvěcený život. Na jedné straně, když mluvíme o institutu v církevním prostředí, máme na mysli, že se v průběhu času určitá skupina nebo společnost osob s určitými zvláštnostmi, které ji charakterizují, zorganizovala tak, že vypracovala své zákony a ty byly schváleny kompetentní autoritou. Na druhé straně je zasvěcený život chápán jako zasvěcení Bohu prostřednictvím evangelních rad čistoty, chudoby a poslušnosti.
Obecně lze říci, že institutem zasvěceného života je společnost, jejíž zasvěcení prostřednictvím evangelních rad bylo v průběhu času institucionalizováno, která si vytvořila vlastní zákony a která byla kanonicky schválena kompetentní autoritou katolické církve. V tomto smyslu nejsou všechny instituty instituty zasvěceného života, ani každá forma zasvěceného života není institutem. V prvním případě například existují církevní hnutí, která mohou být schválena kompetentní autoritou, a mohou se tedy nazývat institutem, ale nejsou zasvěceným životem, protože jejich instituce není založena na vyznání evangelních rad. K tomuto případu by bylo možné přidat společnosti apoštolského života, které, i když se podobají institutům zasvěceného života skládáním slibů, slibů nebo něčeho podobného, evangelijní rady nejsou příčinou jejich ustavení jako takových.
V druhém případě existují jiné formy zasvěceného života, jako je řád panen nebo poustevnický život, které sice vyznávají evangelní rady, ale nepatří do žádného institutu, protože jejich způsob života nezahrnuje formaci skupiny nebo společnosti a podléhají přímo kompetentní autoritě (obvykle diecéznímu biskupovi).

### Kanonická definice
Podle Kodexu kanonického práva (CIC) jsou instituty zasvěceného života společnosti v rámci katolické církve, které byly založeny, schváleny a kompetentně organizovány na základě příslušných obecných a zvláštních právních předpisů, tj.: řehole, řeholní konstituce, stanovy, aby mohly dostatečně a oficiálně vyznávat stav zasvěceného života, který se vyznačuje vyznáním evangelních rad čistoty, poslušnosti a chudoby.

## Historie

Kříže španělských vojenských řádů. Členové vojenských řádů původně podléhali řeholním slibům, a byli tedy „napůl“ mnichy a „napůl“ vojáky

Různé formy zasvěceného života sahají až k samým počátkům křesťanství. Již Bible se zmiňuje o pannách, které se rozhodly zůstat pannami, nebo o vdovách, které se zasvětily službě církvi, zasvětily jí svůj život a žily podle vzoru toho, co dnes známe jako evangelní rady. Po nich se kolem 2. a 3. století zrodili anachorité, kteří se věnovali životu v samotě. První institucionalizace zasvěceného života však sahá až do 4. století, kdy se bývalí anchorité začali organizovat do malých skupin, z nichž se nakonec staly první kláštery. Od tohoto období můžeme správně hovořit o zrodu institutů zasvěceného života, i když v dějinách nebyly vždy jako takové známy.

### Chronologie institutů zasvěceného života

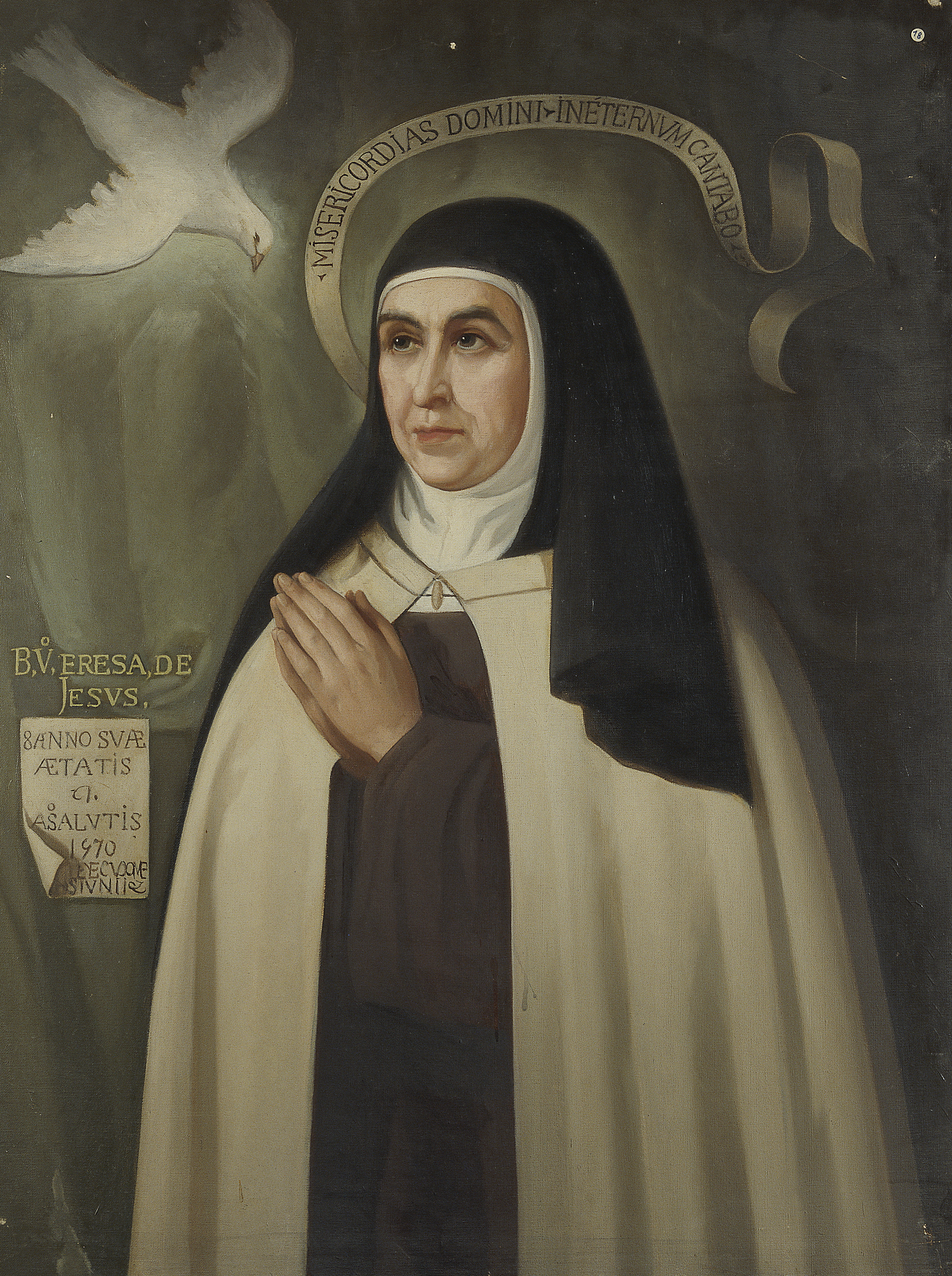
Sv. Terezie od Ježíše (1515–1582), španělská karmelitánská reformátorka, je jednou z nejznámějších členek institutu zasvěceného života v dějinách křesťanství.

Tato chronologie podle staletí zahrnuje formy zasvěceného života, které jsou součástí institutů zasvěceného života:
- 4. století: organizovaní mniši se objevují jako první forma institucionalizovaného komunitního života v Egyptě, zejména komunity sv. Pachomia. Ve stejném století se v Malé Asii objevili mniši, které založil sv. Basil. V Itálii se objevili mniši sv. Benedikta, známí jako benediktini.[4]
- 4.-5. století: sv. Augustin inicioval nový způsob života v severní Africe (dnešní Alžírsko), řeholní kanovníky.
- 6. století: na Západě se prosadilo benediktinské mnišství.[4]
- 11. století: vznik prvních vojenských řádů, jako je Řád Božího hrobu v Jeruzalémě a špitální řád svatého Jana Jeruzalémského.
- 12. století: zrod prvních řeholních řádů, které nebyly ani vojenské, ani mnišské, ale které nelze zařadit mezi žebravé řády následujícího století, jako například řád Spasitele a řád Nejsvětější Trojice (trinitáři) a řád pro vykupování otroků Jana z Maty.
- 13. století: zrod žebravých řádů,[4] mezi nimiž vyniká řád menších bratří (františkáni) (OFM) sv. Františka z Assisi a řád kazatelů (dominikáni) (OP) sv. Dominika z Guzmánu.
- 16. století: staré řeholní řády zahájily proces reforem, podnícený Tridentským koncilem, který v některých řádech vedl k rozdělení mezi „obuté“ a „bosé“. V této skupině stojí za zmínku bosé karmelitky (OCD) sv. Terezie od Ježíše.
- 16. století: zrodily se řády řeholních kleriků,[4] jako byli jezuité (SJ) sv. Ignáce z Loyoly a barnabité sv. Antonína Maria Zaccaria.
- 16. století: zrodily se první řeholní kněžské kongregace, jako například Otcové křesťanské nauky bl. Césara de Bus a Zbožní služebníci křesťanské nauky Carla Carafy.[5]
- 17. století: rozšířily se kněžské řeholní kongregace a vznikly první laické kongregace, jako například Kongregace školských bratří (FSC) sv. Jana Křtitele de la Salle.[6]
- 18. století: období rušení řeholních řádů a kongregací v různých evropských státech. Přesto se laické kongregace rozšířily.
- 18. a 19. století: vznikly první sekulární instituty,[4] ale jejich konstituování v rámci katolické církve nebylo na legislativní úrovni jasné.
- 20. století: schválení prvních sekulárních institutů, jako byla Společnost sv. Pavla (CSP) bl. Andrey Carla Ferrariho,[7] a jejich začlenění do Kodexu kanonického práva. Kromě toho vznikají mezinárodní a národní organizace a federace různých náboženských institutů, jako je Konference řeholníků (CONFER), Latinskoamerická konference řeholníků (CLAR)[8] a Světová konference sekulárních institutů (CMIS).[9]

## Organizace

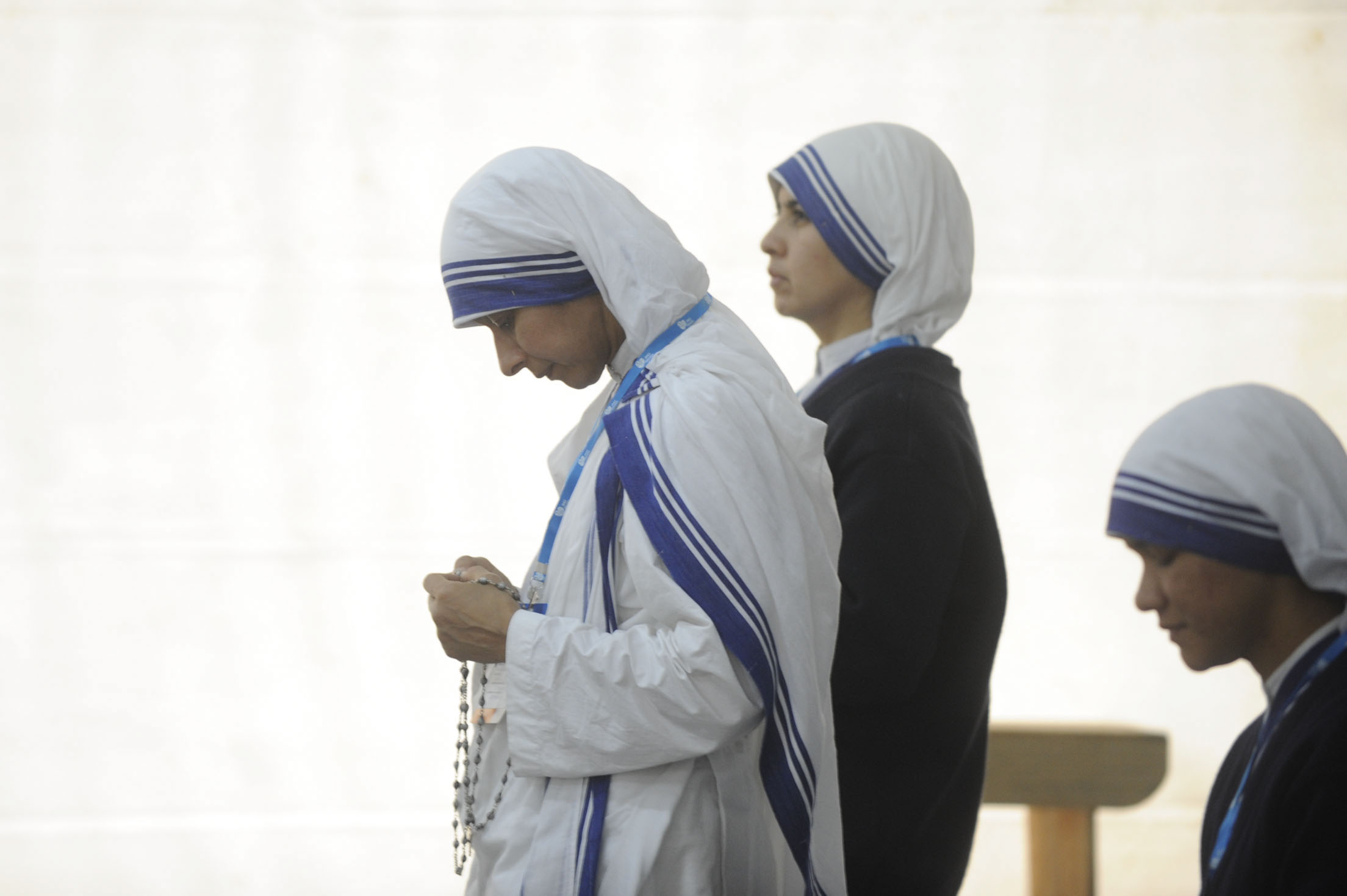
Navzdory svému „mládí“ v dějinách institutů zasvěceného života jsou dnes Misionářky lásky sv. Terezie z Kalkaty jednou z nejrozšířenějších řeholních kongregací na světě. Na snímku: Misionářky lásky na Světovém dni mládeže v Riu de Janeiru v roce 2013

### Kategorie
Existují různé formy institutů zasvěceného života, podle pohlaví se může jednat o mužské nebo ženské instituty, i když v některých historických obdobích existovaly skupiny nazývané smíšené, tj. složené z mužů i žen. Podle jejich legislativy mohou být instituty papežské nebo diecézní. Instituty s papežským právem jsou ty, které Svatý stolec zřídil nebo schválil formálním dekretem. Instituty s diecézním právem jsou ty, které zřídili biskupové a které neobdržely schvalovací dekret Apoštolského stolce. Annuario Pontificio registruje pouze instituty s papežským právem.
Podle stylu života, ať už řádového nebo sekulárního, se instituty zasvěceného života dělí na řeholní a sekulární, přičemž ty první žijí v bratrských komunitách podle řehole, odtud název řádové, zatímco ty druhé se zasvěcují uprostřed společnosti, aniž by se vzdaly stoletého stylu života, odtud název sekulární.
Mužské instituty mohou být podle stavu života klerické nebo laické. Instituty, v nichž většina členů přijímá svátost svěcení a jsou řízeny kněžími, se nazývají kněžské, zatímco instituty, v nichž tato svátost není podmínkou, protože jejich činnost nezahrnuje kněžskou službu, se nazývají laické. V tomto smyslu jsou všechny ženské instituty laické, protože v katolické církvi ženy svátost svěcení nepřijímají. Všechny řeholní nebo sekulární instituty, ať už ženské nebo mužské, laické nebo kněžské, mohou mít své domy, konventy nebo bratrstva. Pokud je každý dům samostatný, jako je tomu u většiny klášterů kontemplativního života, nazývají se řády nebo instituty autonomních domů. Pokud naopak mají ústředí, které nazývají generální kurií a které je centrem správy institutu, nazývají se centralizované instituty.

### Organizační schéma
Rozdělení institutů zasvěceného života:
- Řeholní instituty
  - Řehole
    - Mnišské řády
    - Žebravé řády
    - Řeholní kanovníci
    - Řeholní klerici

  - Kongregace
    - Kněžské řeholní kongregace
    - Laické řeholní kongregace
- Sekulární instituty
  - Kněžské sekulární instituty
  - Laické sekulární instituty